# Fondation hospitalière La Renaissance Sanitaire
La Fondation hospitalière La Renaissance Sanitaire, créée en 1928, reconnue d’utilité publique, participe à l'action médicale, sanitaire et médico-sociale ainsi qu’à la formation, en régions Hauts-de-France - Grand-Est - Normandie et Ile-de-France, à travers ses établissements spécialisés en soins médicaux et de réadaptation, dans la prise en charge du handicap et de la dépendance ainsi qu'à ses instituts de formation aux métiers de la santé.

## Histoire

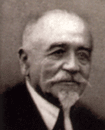
Le député et médecin Almire Breteau, créateur de la Fondation

La Fondation hospitalière La Renaissance Sanitaire est créée en 1928 par le Dr Almire Breteau, sénateur de la Sarthe, afin de lutter contre la tuberculose très répandue dans la population à l'époque. La Fondation a été reconnue d'utilité publique par le décret du 8 janvier 1928.
En 1930, les premiers pavillons, réservés aux hommes, du sanatorium de Villiers-Saint-Denis (Aisne) ouvrent avec une capacité de 742 lits. En 1932, le sanatorium La Musse (Eure), réservé aux femmes, ouvre avec une capacité totale de 830 lits.
Ces deux établissements sont ensuite reconvertis en établissements sanitaires aux missions plus larges, complétées de la participation au service public hospitalier.
Cette évolution est confirmée officiellement par le décret du 3 novembre 1976.
Actuellement, l'activité de la Fondation La Renaissance Sanitaire correspond à :
● une activité sanitaire de soins médicaux et de réadaptation réalisée dans ses hôpitaux La Musse, Villiers-Saint-Denis, Coulommiers, Marne-la-Vallée et Meaux ; à cette activité, sont adossées celle d'appareillage (orthèses, prothèses et appareils de positionnement) ainsi que celle de centres de santé ; 
● des activités médico-sociales d'accompagnement des personnes fragilisées par la maladie et le handicap ; sur le site de l'hôpital La Musse, ces activités sont réalisées au sein d'une maison d'accueil spécialisée, d'un service d'accompagnement médico-social pour adultes handicapés, d'une plateforme de répit handicap, d'une unité d'enseignement élémentaire pour enfants autistes et d'un service d'éducation spéciale et de soins à domicile ; sur le site de l'hôpital Villiers, ces activités sont réalisées au sein d'un accueil de jour Alzheimer et de sa plateforme d'accompagnement et de répit des aidants ; un habitat inclusif pour malades Alzheimer y est aussi proposé ;
● une activité d'enseignement supérieur aux métiers de la santé avec trois instituts de formation en ergothérapie, masso-kinésithérapie et audioprothèses ; ces instituts sont implantés sur le site de l'hôpital La Musse.

## Mission et organisation

### Gouvernance
Le conseil d'administration de La Fondation La Renaissance Sanitaire est composé de 11 membres répartis en 4 collèges. Un commissaire du gouvernement, désigné par le ministre de l'Intérieur, participe aux réunions du conseil d'administration avec voix consultative.

### Établissements

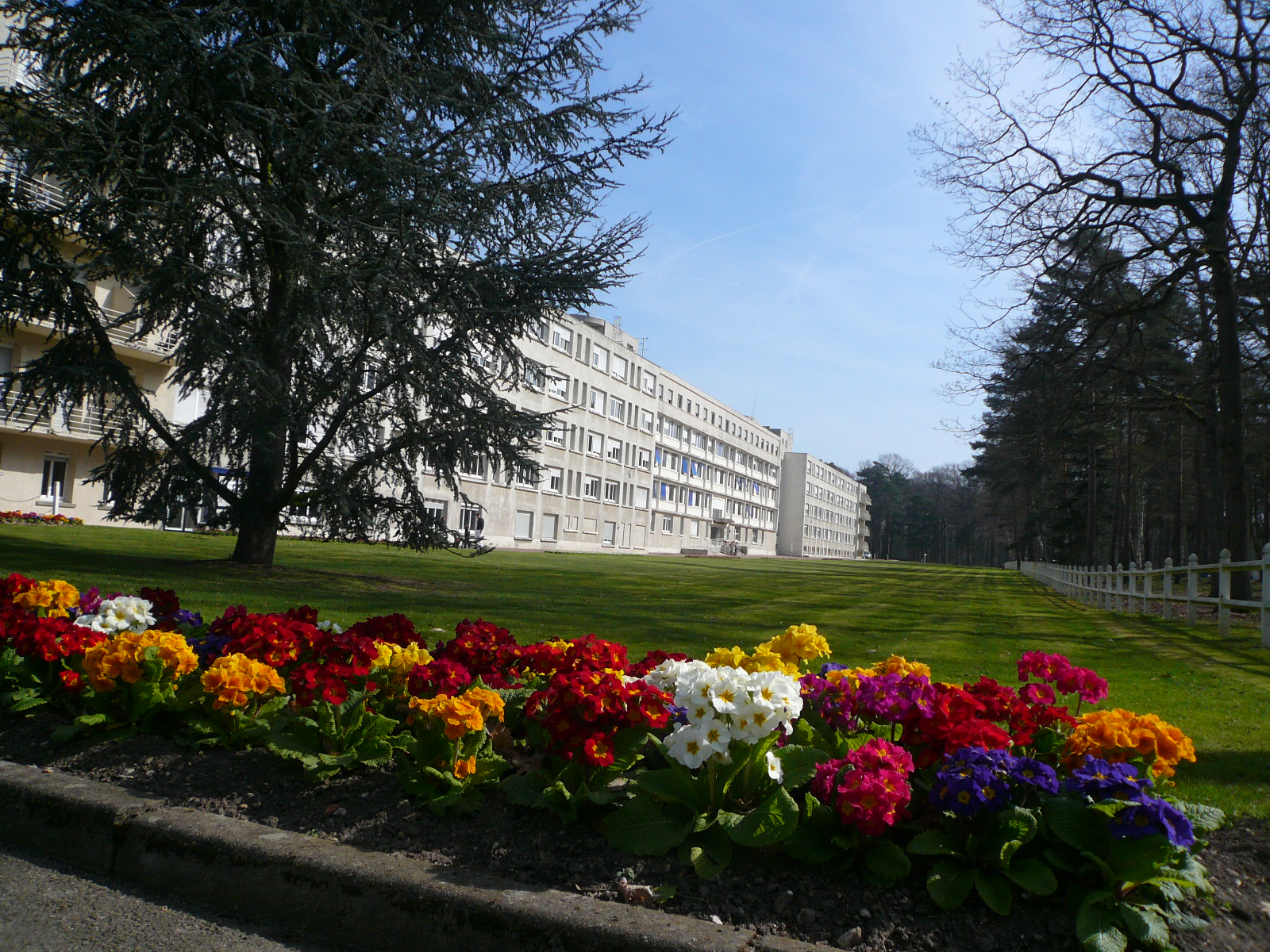
Un pavillon d'hospitalisation de l'hôpital La Musse

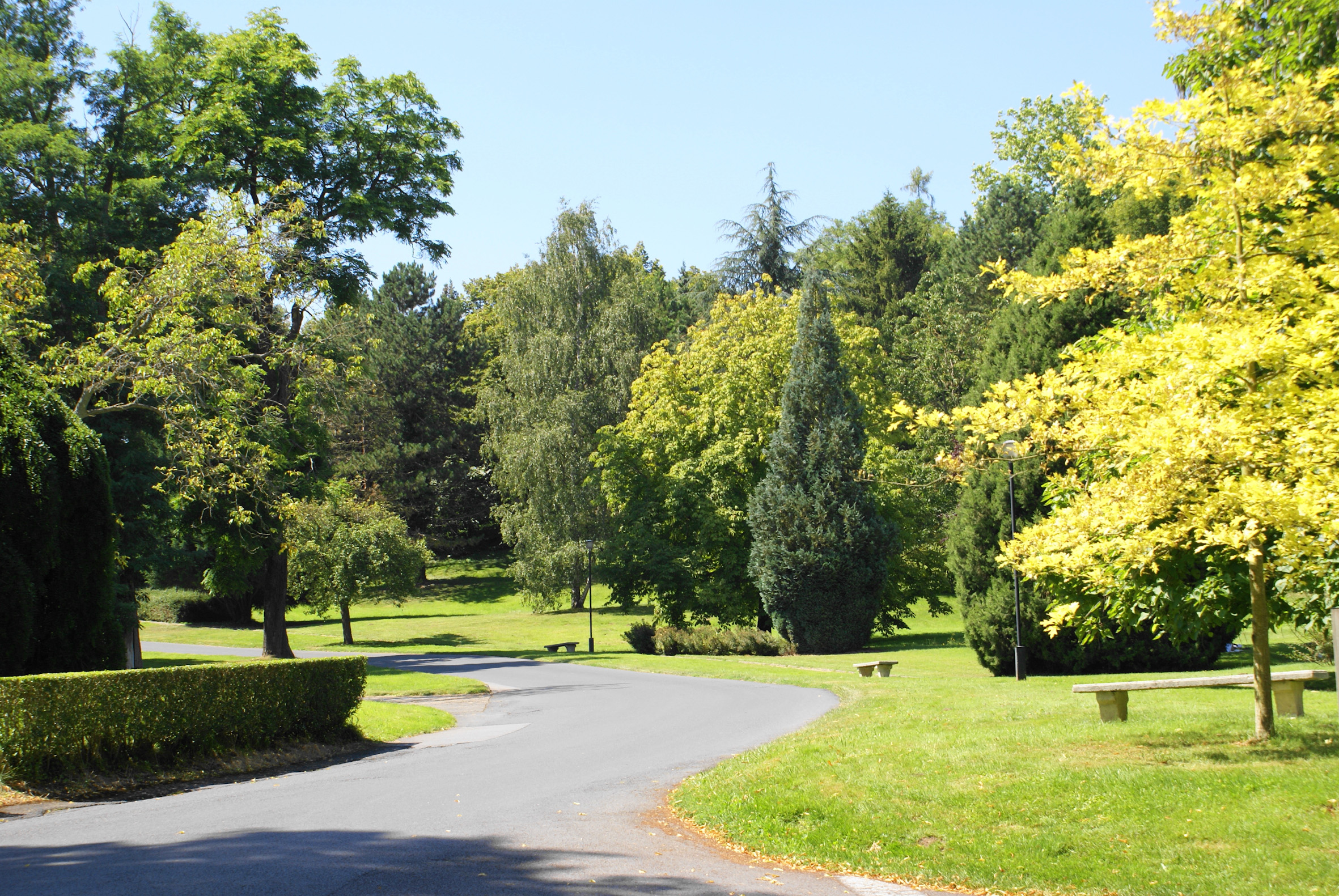
Vue sur le parc de l'hôpital Villiers Saint Denis

L'activité des établissements de la Fondation La Renaissance Sanitaire se déroule donc principalement :
- à Saint-Sébastien-de-Morsent dans le département de l'Eure où se situe l'hôpital La Musse [5],[6];

- à Villiers-Saint-Denis dans le département de l'Aisne où se situe l'hôpital Villiers-Saint-Denis[7],[8];
- au nord du département de la Seine-et-Marne où se situent les hôpitaux LRS Coulommiers, Marne-la-Vallée (situé à Jossigny) et Meaux.

Les établissements de la Fondation sont  privés à but non lucratif et d'intérêt collectif. Ils participent, à ce titre, au service public hospitalier.

### Innovations
La Fondation La Renaissance Sanitaire a équipé ses hôpitaux de soins médicaux et de réadaptation d'exosquelettes de rééducation des membres inférieurs et supérieurs. Elle a, par exemple pour la rééducation des membres inférieurs, équipé son hôpital La Musse de l'exosquelette Atalante. Cet appareil a été créé par la société française Wandercraft.
La Fondation a aussi équipé son hôpital La Musse d'un centre d'équithérapie.